# Burlington (Wyoming)
Burlington város az USA Wyoming államában,  Big Horn megyében. Lakosainak száma 314 fő (2020. április 1.).

## Népesség
A település népességének változása:

| 2010 | 288 |
| 2020 | 314 |